# Rosemary Arrojo
Rosemary Arrojo (* um 1950) ist eine brasilianische Übersetzungs- und Literaturwissenschaftlerin sowie Professorin für Komparatistik an der Binghamton University (New York).

## Leben
Rosemary Arrojo studierte ab 1969 an der Universidade de São Paulo englische und portugiesische Sprach- und Literaturwissenschaft und erlangte 1972 einen Bachelor- sowie einen Lehramtsabschluss. 1975 bis 1977 studierte sie an der University of Essex (England) Literaturübersetzen und schloss das Studium mit einem Master of Arts ab. Danach ging sie in die USA und erlangte zwei weitere Masterabschlüsse an der Johns Hopkins University (Baltimore, Maryland) – 1982 in Geisteswissenschaften und 1983 in Spanisch – und promovierte dort 1984 bei Eduardo González mit der Arbeit Jorge Luis Borges’ Labyrinths and João Guimarães Rosa’s Sertão: Images of Reality as Text.
Von 1984 bis 2002 lehrte sie Englisch und Übersetzungswissenschaft an der Universidade Estadual de Campinas (Brasilien) und wirkte daneben als freiberufliche Übersetzerin. Seit Januar 2003 ist Rosemary Arrojo Professorin für Komparatistik an der Binghamton University, die zum staatlichen Hochschulverbund von New York gehört. Bis 2007 leitete sie dort das Promotionsprogramm für Übersetzungswissenschaft, welches das erste seiner Art in den USA war und erst das zweite in Nordamerika nach der Universität Ottawa (Kanada).
Rosemary Arrojo publizierte in ihrer Laufbahn zahlreiche Beiträge in englischer und portugiesischer Sprache. Schwerpunkte ihrer Forschungsarbeit sind die Schnittpunkte der Übersetzungswissenschaften mit Poststrukturalismus und Dekonstruktion sowie Postkolonialismus, Psychoanalyse und Gender Studies. Weitere ihrer Forschungsgebiete sind theoretische Fragen der Übersetzung, Lateinamerikanische Literatur und Übersetzungsdidaktik.
Sie gilt als bedeutendste brasilianische Übersetzungswissenschaftlerin und zählt zu den Pionieren der Translatologie in Brasilien. Zudem wurden dank ihrer Arbeit Vertreter ihrer Forschungsgebiete erstmals wissenschaftlich in Brasilien betrachtet und Teile von deren Werk ins Portugiesische übersetzt. Dies gilt besonders für Jacques Derrida, den Begründer des Dekonstruktivismus. Arrojo trug grundlegend zum Paradigmenwechsel in der Translatologie bei und ist auch international eine bedeutende Übersetzungswissenschaftlerin, deren Werk in Auszügen u. a. ins Deutsche, Spanische, Katalanische, Türkische und Ungarische übersetzt wurde.
Arrojo ist Mitglied des Redaktionsausschusses der Publikationsreihe Benjamins Translation Library sowie mehrerer Fachzeitschriften, darunter Translation and Interpreting Studies, TranScribe, Transfer und Trabalhos em Lingüística Aplicada.

## Publikationen
Hauptwerke
- Rosemary Arrojo: Oficina de Tradução. A Teoria na Prática. São Paulo, Ática 1986, ISBN 85-08-01504-6.
- Rosemary Arrojo (Org.): O Signo Desconstruído. Implicações para a Tradução, a Leitura e o Ensino. Campinas, Pontes 1992, ISBN 85-7113-062-0.
- Rosemary Arrojo: Tradução, Desconstrução e Psicanálise. Rio de Janeiro, Imago 1993, ISBN 85-312-0293-0.

Aufsätze (Auswahl)
- Rosemary Arrojo: Os Estudos da Tradução na Pós-Modernidade, o Reconhecimento da Diferença e a Perda da Inocência. In: Cadernos de Tradução. Vol. 1, 1996, S. 53–69.
- Rosemary Arrojo: Postmodernism and the Teaching of Translation. In: Cay Dollerup, Vibeke Appel (Hrsg.): Teaching Translation and Interpreting 3. Amsterdam, Benjamins 1996, S. 97–104, ISBN 90-272-1617-7.
- Andrew Chesterman, Rosemary Arrojo: Shared ground in translation studies. In: Target. Nr. 12:1, 2000, S. 151–160.
- Rosemary Arrojo: Translation, Transference and the Attraction to Otherness – Borges, Menard, Whitman. In: Diacritics. Vol. 34, Nr. 3/4, 2004, S. 31–53.
- Rosemary Arrojo: Tradition and the Resistance to Translation. In: Heidemarie Salevsky (Hrsg.): Kultur, Interpretation, Translation. Ausgewählte Beiträge aus 15 Jahren Forschungsseminar. Frankfurt am Main et al., Lang 2005, S. 53–60, ISBN 3-631-51780-7.
- Rosemary Arrojo: Deconstruction, psychoanalysis, and the teaching of translation. In: Translation and Interpreting Studies. Nr. 7.1, 2012, S. 96–110.
- Rosemary Arrojo: The relevance of theory in translation studies. In: Carmen Millán, Francesca Bartrina: The Routledge Handbook of Translation Studies. Abingdon, Routledge 2013, S. 117–128, ISBN 978-0-415-55967-6.

Auszüge aus Rosemary Arrojos Arbeit wurden ins Deutsche übersetzt und in folgendem Sammelband veröffentlicht:
- Michaela Wolf (Hrsg.): Übersetzungswissenschaft in Brasilien. Beiträge zum Status von "Original" und Übersetzung. Mit einem Vorw. von Hans J. Vermeer. Übers. von Helga Ahrens. Tübingen, Stauffenburg 1997, ISBN 3-86057-242-3.